# Chrysomelinae
Chrysomelinae là một phân họ bọ cánh cứng trong họ Chrysomelidae. Có khoảng 2000 loài được tìm thấy trên toàn cầu. Loài nổi tiếng nhất là Leptinotarsa decemlineata.

## Các chi
- Alfius
- Cecchiniola
- Chrysomela
- Chrysolina
- Colaphus
- Colaspidema
- Crosita
- Cyrtonastes
- Cyrtonus
- Entomoscelis
- Gastrophysa
- Gonioctena - bao gồm cả Phytodecta
- Hydrothassa
- Labidomera
- Leptinotarsa
- Linaedea
- Machomena
- Oomela
- Oreina
- Paropsis
- Phaedon
- Phratora
- Plagiodera
- Prasocuris
- Sclerophaedon
- Timarcha
- Timarchida
- Zygogramma

## Hình ảnh

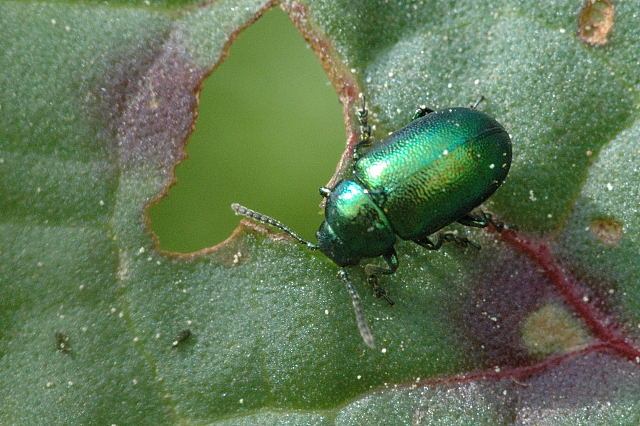
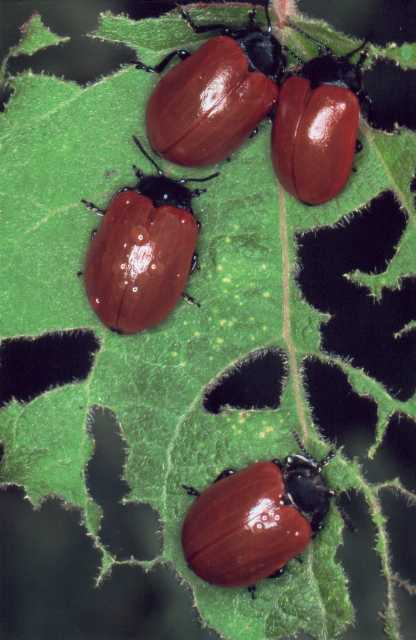
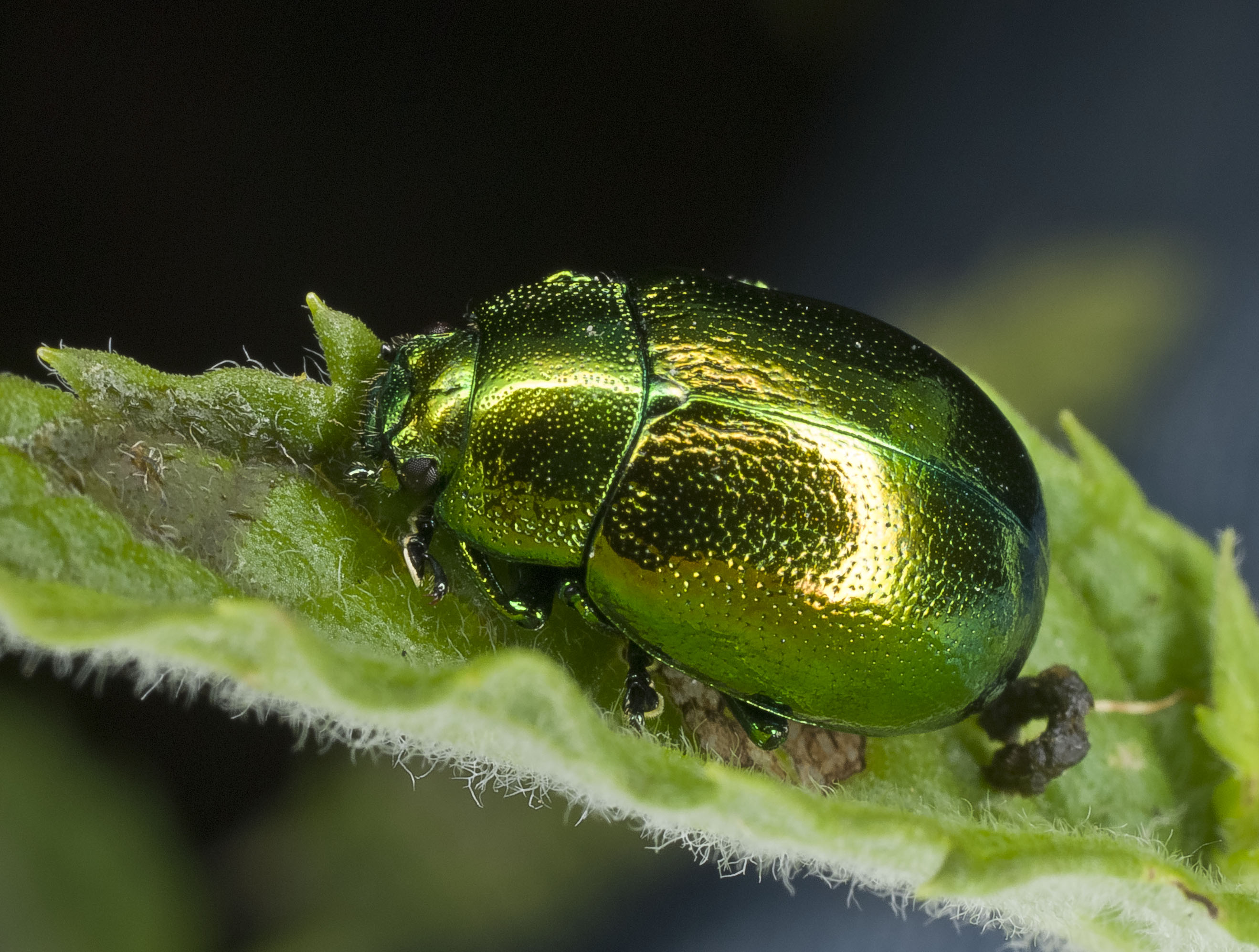
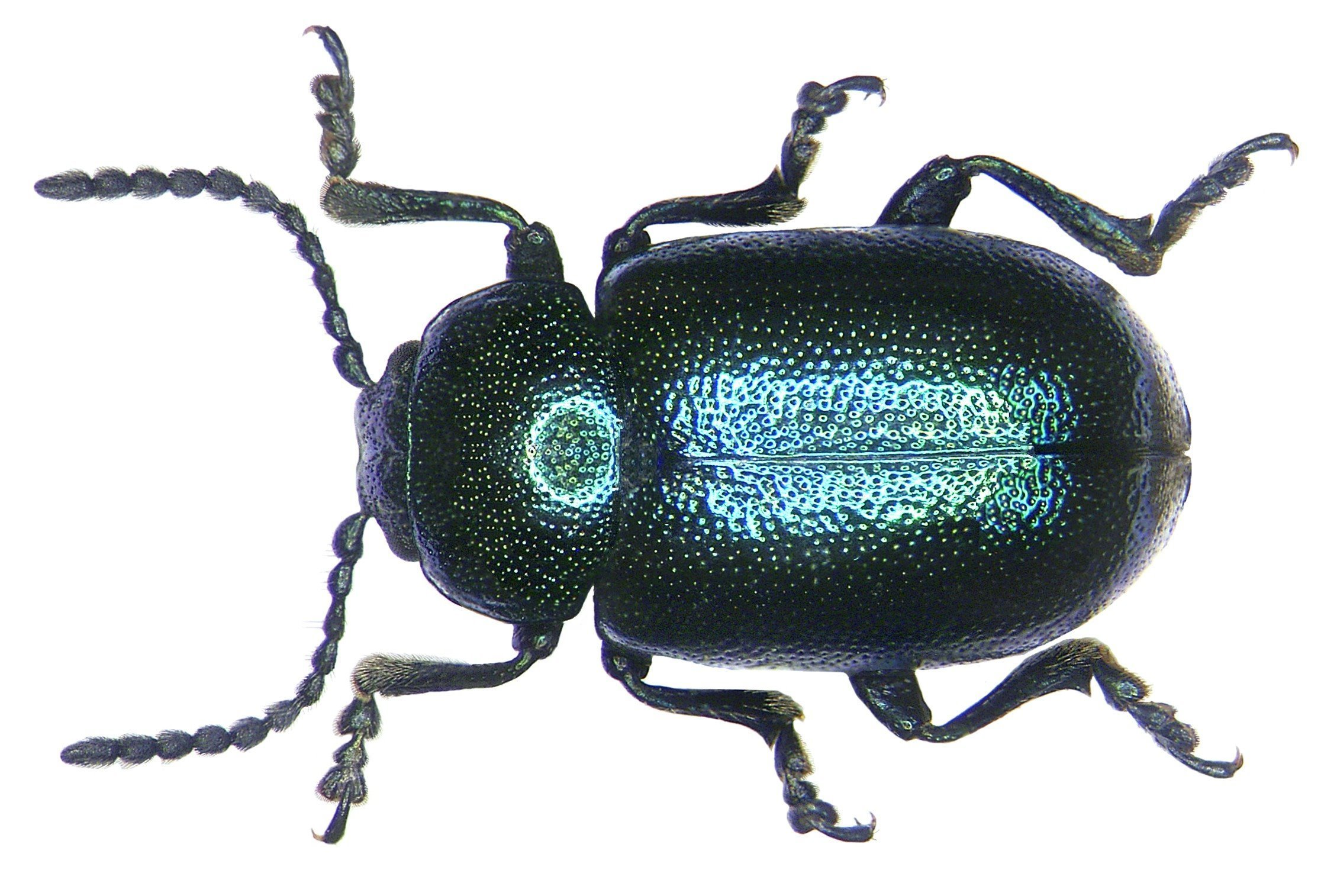